# Rhododendron flavoviride
Rhododendron flavoviride är en ljungväxtart som beskrevs av J. J. Smith. Rhododendron flavoviride ingår i släktet rododendron, och familjen ljungväxter. Inga underarter finns listade i Catalogue of Life.